# Helmuth von Pannwitz
Helmuth von Pannwitz (Botschanowitz, 14 oktober 1898 - Lefortovo gevangenis, 16 januari 1947)  was een Duitse officier en Generalleutnant en later een SS-Gruppenführer (generaal-majoor) en Generalleutnant in de Waffen-SS tijdens de Tweede Wereldoorlog. Hij voerde het commando over de XV SS Kozakken Cavaleriekorps.
In 1947 werd hij berecht voor oorlogsmisdrijven onder de Oekaze 43 door het Militaire Collegium van het Hooggerechtshof van de Sovjet-Unie op 16 januari 1947 ter dood veroordeeld en dezelfde dag geëxecuteerd in de gevangenis van Lefortovo. Hij werd in april 1996 gerehabiliteerd door een militaire aanklager in Moskou. 
In juni 2001 werd de veroordeling van Pannwitz echter vernietigd en werd zijn veroordeling opnieuw bevestigd.

## Leven
Op 14 oktober 1898 werd Helmuth von Pannwitz geboren op zijn vaders landgoed in Botschanowitz (hedendaags Bodzanowice). Hij was de tweede zoon van Pruisische Leutnant a.D., referendar en domeinpachter is Wilhelm August Bartholomäus Paul Rudolf von Pannwitz (24 augustus 1854 – 23 december 1931) en zijn vrouw Hertha (geboortenaam Retter) (23 april 1876 – 9 oktober 1963). Hij is een telg uit het Pruisisch adelgeslacht Pannwitz. Zijn familie kwam van origine uit het dorp Pannwitz in Lusatia. Van de 14e tot de 16e eeuw bekleedde de familie het ambt van burggraaf van Glatz. De oudere broer van Helmuth Wilhelm nam na de dood van hun vader het beheer van het landgoed Botschanowitz op zich. Wilhelm von Pannwitz (1 januari 1897 - 28 mei 1960), deed dienst in de Reichsarbeitsdienst en was daar een Oberstarbeitsführer (vergelijkbaar met een kolonel).
Von Pannwitz volgde thuisonderwijs. Hierna ging hij naar de Volksschule in Botschanowitz, en vervolgens naar de hogere knapenschool in Rosenberg. Op de leeftijd van twaalf jaar ging von Pannwitz als cadet naar de cadettenschool in Wahlstatt, waaronder de volgende leerlingen ook hadden gezeten: Paul von Hindenburg en Manfred von Richthofen. Hij ging vervolgens naar de hoofd cadettenschool in Lichterfelde bij Berlijn. Von Panwwitz was aangetrokken door de tentoonstellingen over Kozakkeneenheden in de naburige steden van het Keizerrijk Rusland.

### Eerste Wereldoorlog
Kort na het uitbreken van de Eerste Wereldoorlog trad von Pannwitz als Kriegsfreiwilliger (oorlogsvrijwilliger) in het Ersatzschwadron (vrije vertaling: reserveeskadron) van het Ulanen-Regiment „Kaiser Alexander III. von Rußland“ (Westpreußisches) Nr. 1 (gestationeerd in Militsch) in het Pruisische leger. Als Zugführer (vergelijkbaar met pelotonscommandant) was hij ingezet in het mobiele Ulanen-Regiment 1. En werd "wegens dapperheid voor de vijand" op zestienjarige leeftijd bevorderd tot Leutnant (tweede luitenant). Von Pannwitz vocht aan het Westfront en in de Karpaten. Hiervoor werd hij meerdere malen onderscheiden. 

### Interbellum
Na de oorlog sloot hij zich aan bij het Vrijkoprs Kühme, en werd ingezet tijdens het referendum in Opper-Silezië en de opstand in Opper-Silezië en de bekende Kapp-putsch in Breslau. Op 26 januari 1921 werd door de onderzoeksrechter in Breslau een arrestatiebevel uitgevaardigd voor von Pannwitz, voor de mogelijke betrokkenheid bij de moord op de redacteur van de Schlesische Arbeiter-Zeitung Bernhard Schottländer. Hij probeerde het arrestatiebevel te ontkomen door naar Polen te vluchten. In 1923 werd von Pannwitz onder een valse naam leider in de Schwarze Reichswehr, en was betrokken bij verschillende Fememorde. Na de mislukte Küstrin Putsch, vluchtte hij wederom weer naar Polen en keerde pas in 1931 weer terug na amnestie verleend was. Tijdens zijn verblijf in buitenland werkte von Pannwitz op verschillende landgoederen in Hongarije, Slowakije en Polen in de landbouw.
In september 1933 keerde von Pannwitz terug naar Duitsland. En werd lid van de NSDAP, en een maand later werd hij ook lid van de Sturmabteilung (SA), en nam deel aan de 21e leergang aan de Reichsführerschule in Döberitz. En werd als plaatsvervanger met de waarneming van de functie van Gruppenreiterführer van de SA-Gruppe Schlesien (SA-Groep Silezië) belast. Als SA-leider in Silezië nam hij deel aan de interne moord- en vervolgingscampagne van de NSDAP tegen de groep van Röhm (door Hitlers propaganda de onderdrukking van de Nacht van de Lange Messen genoemd).
In 1935 trad von Pannwitz weer tot de Heer toe en werd als Rittmeister (ritmeester) en eskadronchef in het Reiter-Regiment 2 gestationeerd in Angerburg, Oost-Pruisen. Hij werd in juli 1938 na de Anschluss als afdelingscommandant van het 11e Cavalerieregiment naar Stockerau bij Wenen verplaatst. Daar werd von pannwitz bevorderd tot Major (majoor) en commandant van de 2e afdeling. 
Op 9 april 1938 trouwde von Pannwitz in Koningsbergen met Ingeborg Neuland (geboren 23 oktober 1916 in Wilhelmshaven - 1997). Het echtpaar kreeg twee dochters (Wilfriede (1939) en Dagmar (1944)) en een zoon (Sieghard (1942)). Zijn weduwe hertrouwde later met de commandant van de 2e Kozakkendivisie, de gepensioneerde Oberst Hans-Joachim von Schultz.

### Tweede Wereldoorlog
Aan het begin van de Tweede Wereldoorlog voerde von Pannwitz het bevel over de verkenningsafdeling van de 45e Infanteriedivisie tijdens de Poolse Veldtocht, Slag om Frankrijk en tijdens Operatie Barbarossa, totdat hij in december 1941 werd overgeplaatst naar het OKH in Lötzen in Oost-Pruisen als referent van de General der Schnellen Truppen.
Op 8 november 1942 werd von Pannwitz benoemd tot commandant van alle Kozakken eenheden en werd door de General der Infanterie Kurt Zeitzler belast met de formatie van een Kozakkendivisie. In de opstellingsplaats Mielau in het bezette Polen. Alle Don-, Koeban- en Terek-Kozakken die al in Duitse dienst waren, evenals Kozakken die geschikt waren voor de militaire dienst uit een opvangkamp in Cherson in Oekraïne werden overgeplaatst naar de divisie.
De voorbereidende periode werd onderbroken door verschillende frontoperaties op de Krim en rond Stalingrad als commandant van de Kampfgruppe von Pannwitz in de periode van november 1942 tot begin 1943. De divisie kreeg het operationele bevel om zich naar Kroatië te verplaatsen. Daar moest het de aanvoerlijnen naar Griekenland tegen de Tito-partizanen beveiligen.
Op 15 januari 1943 tijdens de uitreikingsceremonie voor zijn Eikenloof bij het Ridderkruis van het IJzeren Kruis in Berlijn, vertelde von Pannwitz Hitler dat het officiële nazibeleid waardoor slaven om strategische redenen als ondermensen (Untermensch) werden beschouwd helemaal verkeerd was.
Vanwege het respect dat hij toonde voor zijn troepen en zijn neiging om samen met hen Russisch-Orthodoxe diensten bij te wonen, was Pannwitz erg populair bij zijn Kozakkentroepen. Voor het einde van de oorlog werd hij verkozen tot "Obersten Feldataman aller Kosakenheere" (Duitse weergave van opperste Ataman, de hoogste rang in de Kozakkenhiërarchie en een die traditioneel alleen was voorbehouden aan de Tsaar). Sinds 1835 bekleedt alleen de respectieve Tsarevitsj de titel van Ataman van alle Kozakken.
De Kozakkeneenheden die daar werden ingezet, pleegde plunderingen, verkrachtingen en schietpartijen in het Joegoslavische oproergebied tijdens deze partizanenoorlog. In de eerste twee maanden in Kroatië spraken speciale krijgsraden van de divisie minstens 20 doodvonnissen uit in elk van de vier regimenten.
Halverwege 1944 werden pogingen ondernomen om de Kozakken divisie op te nemen in de Waffen SS. Op 26 augustus 1944 had von Pannwitz hierover een ontmoeting met Heinrich Himmler. Hij hoopte dat dit zou leiden tot betere bevoorrading, modernere wapens en een hogere gevechtsmoraal. Bovendien zouden alle andere Kozakkengevechtseenheden geleidelijk onder het bevel von Pannwitz worden geplaatst. In november 1944 nadat de divisie was overgenomen, werd uit andere Kozakkeneenheden uit het Heer (leger) en de Ordnungspolizei een tweede divisie opgericht en samen met de eerste werd dit de XV SS Kozakken Cavaleriekorps verenigd. Op 1 februari 1945 kwam het Freiwillige Kosaken-Stamm-Regiment 5 in Döllersheim aan, om zich als trainings- en vervangingsregiment bij de Waffen-SS te voegen.
Tegen het einde van de oorlog nam de SS de controle over alle buitenlandse eenheden binnen de Duitse Wehrmacht over. Een Himmler-dossier in het Imperial War Museum bevat een verslag van een gesprek dat plaatsvond op 26 augustus 1944 tussen Himmler, von Pannwitz en zijn stafchef kolonel H.-J. von Schultz. Er werd een overeenkomst bereikt dat de Kozakkendivisie, die binnenkort het Kozakkenkorps zou worden, onder SS-beheer werd geplaatst in termen van vervangingen en bevoorrading. Zowel het Duitse kader als de Kozakkentroepen mochten hun uniformen en hun Wehrmacht- of Kozakkenrangen behouden. Voor een moment weigerde von Pannwitz om toe te treden tot de SS, met als argument: “Ik zit al in het leger sinds ik vijftien was. Het nu verlaten zou mij als desertie lijken.” Himmler zocht naar een mogelijkheid alle Kozakken-gevechtseenheden onder het bevel van von Pannwitz plaatsen. In november 1944 werden de meeste eenheden overgeplaatst naar de Waffen-SS en geïntegreerd in het nieuw gevormde XV SS Kozakken Cavaleriekorps. Op 10 februari 1945 werd von Pannwitz op zijn eigen verzoek uit het Heer (landmacht) ontslagen en de volgende dag trad hij in dienst bij de SS in de rang van SS-Gruppenführer en Generalleutnant in de Waffen-SS.
In de laatste weken van de oorlog probeerde de Kozak eenheden de Brits bezet Oostenrijks gebied nabij Völkermarkt in Karinthië te bereiken. Dit om zich niet aan de oprukkende Sovjet- en Joegoslavische partizaneneenheden te hoeven overgeven. 

## Na de oorlog
Op 9 mei 1945 (andere bronnen vermelden: 11 mei en 13 mei 1945) gaf von Pannwitz zich over aan de 11e Pantserdivisie van de Major-General George Roberts, om zo zich ervan te verzekeren dat zijn manschappen in westerse geallieerde handen zouden blijven.
Eind mei 1945 interneerde het Britse leger in Judenburg groot deel van het korps en hun families (ca. 50.000), die bij de Kozakken in Lienz gelegerd waren. Tijdens Operatie Keelhaul werd ze overgeleverd aan het Rode Leger (bekend werd als de “Lienzer Kozakkentragedie”). Op 27 mei 1945 werd von Pannwitz door de Britse generaal Stephen Weir in Mülln gearresteerd en naar Griffen gebracht en de volgende dag aan de Russen in Judenburg overgeleverd. Von Pannwitz was een Duits staatsburger en kon volgens de bepalingen van de Conferentie van Jalta niet worden gerepatrieerd naar de Sovjet-Unie. Hij bleef tot begin juli 1945 gevangen in Graz, daarna in Moskou.
Op 16 januari 1947 werd Helmuth von Pannwitz  samen met elf andere Kozak-atamans en generaals, waaronder de Ataman Pjotr Krasnov, Generalleutnant der Witten leger Andrei Shkuro, commandant van de "Wilden divisie en Generalmajor der Witten leger sultan Girej Klytsch en Generalmajor der Witten leger en Chan der Tartaren T.I. Domanov, ter dood veroordeeld en op nog dezelfde dag opgehangen in de Lefortovo-gevangenis in Moskou.
Op 23 april 1996 bijna vijftig jaar later tijdens het Russische presidentschap van Boris Jeltsin, dienden leden van de familie von Pannwitz een verzoekschrift in voor een postume vernietiging van de veroordeling uit 1946. De militaire hoge aanklager in Moskou bepaalde vervolgens dat von Pannwitz in aanmerking kwam voor rehabilitatie als slachtoffer van de repressie uit het Stalin-tijdperk. Op 28 juni 2001 werd de rehabilitatie echter teruggedraaid in een uitspraak die de jurisdictie van de procedure uit 1996 betwistte, en von Pannwitz veroordeling voor militaire misdaden werd zijn veroordeling opnieuw bevestigd.

## Carrière
Pannwitz bekleedde verschillende rangen in zowel de Heer als Waffen-SS. De volgende tabel laat zien dat de bevorderingen niet synchroon liepen.
| Datums                                          | Pruisische leger                     | Reichswehr                 | Sturmabteilung | Heer            | Waffen-SS                                           |
| ----------------------------------------------- | ------------------------------------ | -------------------------- | -------------- | --------------- | --------------------------------------------------- |
| 19 oktober 1914                                 | Kriegsfreiwilliger                   | —                          | —              | —               | —                                                   |
| 3 maart 1915                                    | Fahnenjunker-Unteroffizier           | —                          | —              | —               | —                                                   |
| 9 maart 1915                                    | Fähnrich                             | —                          | —              | —               | —                                                   |
| 22 maart 1915 (zonder Patent)                   | Leutnant                             | —                          | —              | —               | —                                                   |
| 1918                                            | Patent van 14 oktober 1915 verkregen | —                          | —              | —               | —                                                   |
| 10 maart 1920                                   | —                                    | Charakter als Oberleutnant | —              | —               | —                                                   |
| September 1933                                  | —                                    | —                          | SA-Sturmführer | —               | —                                                   |
| 1 januari 1935 (met RDA van 1 november 1933)    | —                                    | —                          | —              | Rittmeister     | —                                                   |
| 31 maart 1938 (met ingang van 1 april 1938)     | —                                    | —                          | —              | Major           | —                                                   |
| 13 mei 1941 (met ingang en RDA van 1 juni 1941) | —                                    | —                          | —              | Oberstleutnant  | —                                                   |
| 1 april 1942                                    | —                                    | —                          | —              | Oberst          | —                                                   |
| 1 juni 1943                                     | —                                    | —                          | —              | Generalmajor    | —                                                   |
| 1 april 1944                                    | —                                    | —                          | —              | Generalleutnant | —                                                   |
| 11 februari 1945                                | —                                    | —                          | —              | —               | SS-Gruppenführer en Generalleutnant in de Waffen-SS |

## Lidmaatschapsnummers
- NSDAP-nr.: 2060193 (lid geworden oktober 1923[22], hernieuwd lid augustus 1934[22])
- SS-nr.:

## Onderscheidingen
Selectie:
- Ridderkruis van het IJzeren Kruis met Eikenloof (nr.167) op 4 september 1941 als Oberstleutnant en Commandant van de Aufklärungs-Abteilung 45[3][23][1][24]
- Ridderkruis van het IJzeren Kruis (nr.467) als Oberst en Commandant van de Kampfgruppe "von Pannwitz"[3][23][1][24]
- Orde van de Kroon van Koning Zvonimir, 1e Klasse met Eikenkrans en Ster[3][23][1]
- Orde van Michaël de Dappere, 3e Klasse op 7 mei 1943[3][23][1]